# James Michael Tyler
James Michael Tyler (Winona, Mississippi, 1962. május 28. – Los Angeles, 2021. október 24.) amerikai színész.
Legismertebb szerepe Günther az NBC Jóbarátok című sorozatában.

## Fiatalkora és családja
Öt testvére között ő volt a legfiatalabb. James 11 éves korában vesztette el édesapját, aki az amerikai légierő nyugalmazott kapitánya volt, és édesanyját, aki életét gyermekeinek szentelve háztartásbeliként élte mindennapjait. Szülei halála után egyik nővérével a dél-carolina-i Andersonba költözött.
Tyler a Clemson Egyetemen végzett geológus szakon, majd a Georgiai Egyetemen dráma szakon. 1988-ban Los Angelesbe költözött, ahol négy évig élt 8 lakótársával és egy kutyával egy két hálószobás albérletben.

## A Jóbarátok

A Jóbarátok című sorozatban Günther szerepében

Szerepe szerint, Günther a Central Perk kávézó alkalmazottja, aki szerelmes a Jennifer Aniston által játszott Rachel Greenbe. Tylert utólag válogatták be a sorozatba, mint Günther, azért, mert ő volt az egyetlen, aki tudta, hogyan kell kezelni egy eszpresszó gépet. (A színészi pályája előtt dolgozott néhány kávézóban.) Ez a pult mögötti meghallgatás vezetett el végül Günther visszatérő szerepéhez.
Tyler védjegye a szőkített haj, mely tulajdonképpen csak a véletlen műve. Egy nappal a Jóbarátok meghallgatás előtt, Tyler egy ismerőse, aki éppen fodrásznak tanult, kísérletezett a haján. Mikor Tyler megjelent a meghallgatáson, a producernek annyira tetszett, hogy úgy döntött, megtartják.

## Filmjei
- Jóbarátok (1994-2004)
- Divatalnokok (2000)
- Sabrina, a tiniboszorkány (2001)
- Dokik (2005)
- Sikersorozat (2012)